# Loren Alfonso
Loren Alfonso, född 28 maj 1995 i Havanna, Kuba, är en azerisk boxare.

## Karriär
Vid OS 2020 tog Alfonso brons i lätt tungvikt. År 2021 blev han världsmästare i cruiservikt och 2023 tog han silver i samma mästerskap.